# Gneo Giulio Vero
Gneo Giulio Vero (in latino Gnaeus Iulius Verus; Colonia Claudia Aequum, 112 circa – 180 circa) è stato un politico e militare romano.

## Biografia
Poiché le fonti letterarie per il II secolo d.C. sono carenti e Giulio Vero non è menzionato, siamo dipendenti per la rappresentazione della sua biografia principalmente dalle iscrizioni. La più importante, eretta in suo onore dagli abitanti della sua città natale, ricostruisce le fasi della sua carriera fino alla carica di legatus Augusti pro praetore in Siria. Altre iscrizioni, trovate in Britannia e Siria, forniscono ulteriori informazioni su Giulio Vero.
Gneo Giulio Vero nacque nella Colonia Claudia Aequum in Dalmazia, un centro ora nel comune di Signo a circa 20 km a nord di Spalato. Poiché più tardi è stato in seguito magistrato monetario e questore, doveva appartenere (dalla nascita o grazie a un legame familiare) all'ordine senatorio. La prima carica ricoperta sotto Adriano, iniziando così il cursus honorum, fu quella di Triumvir aere argentio auro flando feriundo. In seguito divenne tribunus militum della Legio X Fretensis e servì forse sotto Gneo Minicio Faustino Sesto Giulio Severo (consul suffectus 127 d.C.), con cui potrebbe essere stato imparentato, nella terza guerra giudaica (132–135 d.C.). Alla fine del regno di Adriano o all'inizio di quello dell'imperatore Antonino Pio fu nominato questore imperiale.
Come ulteriori cariche ricoprì quelle di tribuno della plebe, di pretore e verso il 142–145 quello di legato presso la Legio XXX Ulpia Victrix che stazionava a Vetera (presso l'odierna Xanten). Verso il 147–150 ha ricoperto il ruolo di amministratore del tesoro in qualità di Praefectus aerari Saturni e nel 151 divenne console suffetto. Nello stesso periodo dovrebbe essere diventato anche augure.
Giulio Vero divenne in seguito governatore di due provincie romane, prima della Germania inferiore, dove subentrò al giurista Salvio Giuliano, poi, verso il 157 d.C. della Britannia. Qui portò rinforzi dell'esercito romano del Reno, a quanto pare per sopprimere la rivolta dei Briganti, una tribù britannica. Poté portare a termine con successo questo compito e poi costruì dei forti nel territorio di Briganti ribelli per assicurare il dominio romano. Poiché ha costruito importanti strutture militari specialmente nelle vicinanze del Vallo di Adriano, è citato in alcune epigrafi. Marco Stazio Prisco Licinio Italico, il console del 159, gli subentri come governatore della Britannia nel 160 o 161.
Poco dopo, scoppiò una guerra in Asia tra Parti e Romani. Nel 162 il governatore della Siria, Lucio Attidio Corneliano, dovette subire una pesante sconfitta e fu quindi necessario mettere in questa provincia un comandante esperto. Per questo incarico gli imperatori Marco Aurelio e Lucio Vero nel 163 o 164 si affidarono a Giulio Vero, anche se Lucio Vero ebbe il comando supremo della guerra combattuta contro i Parti. Le poche fonti superstiti sugli eventi di questa guerra non parlano di Giulio Vero, ma secondo la loro testimonianza quasi tutte le vittorie le ha ottenute Avidio Cassio, in particolare la conquista di Seleucia-Ctesifonte che fu il successo più rilevante. Giulio Vero in ogni caso fu coinvolto nel reclutamento della Legio II Italica e della Legio III Italica.
Almeno fino alla firma della pace nel 166, fu un comandante in Siria. Secondo alcune iscrizioni provenienti da Abila sul Chrysorrhoas rese sicura la strada con una difesa dalla caduta di massi con la costruzione di gallerie e canali. Nel 180 fu di nuovo il console designato ma non poté coprire la carica a causa della sua morte.